# Roxana Fontán
Roxana Fontán (Rosana Fontana; * 3. Oktober 1965 in Humboldt) ist eine argentinische Tangosängerin.

## Leben und Wirken
Fontán sang zu Beginn ihrer Laufbahn in Nachtclubs und trat in der Sendung Grandes valores de hoy y de siempre bei Canal 9 auf. Mit einer von dem Tänzer Juan Carlos Copes geleiteten Company und dem Sänger Carlos Morel nahm sie Anfang der 1990er Jahre an den Shows Tango, magia y seducción und La pesada del tango teil. Beim 5. Tangofestival in Granada hatte sie einen Auftritt mit Osvaldo Requena, dem Sänger Raúl Lavié und dem Dichter Horacio Ferrer.
In der Show Tango Tango des Tänzerpaares Gloria und Eduardo Arquimbeau sang sie 1992 in Japan mit dem Orchester von Norberto Ramos. Ihr männlicher Gesangspartner war wieder Carlos Morel. In den folgenden beiden Jahren unternahm sie mit dem Orchester Mariano Mores’ eine Tournee durch Kolumbien. Im Teatro Colón hatte sie 1996 einen Auftritt mit dem Orchester Daniel Binellis.
1998 wirkte sie in Carlos Sauras Film Tango mit, und 1999 trat sie als Schauspielerin, Tänzerin und Sängerin in dem Stück Tango por Pablo im Teatro Regio de Buenos Aires auf. Mit der von Miguel Ángel Zotto und Milena Plebs geleiteten Gruppe spielte sie in den Shows Perfumes de tango und Una noche de tango. Auf ihrem ersten Soloalbum Se dice de mí wurde sie u. a. von Pablo Ziegler, Juanjo Domínguez, Fernando Suárez Paz und Oscar Cardozo Ocampo begleitet.